# Narco – Belevaló bealvós
A Narco – Belevaló bealvós 2004-es francia film, melynek főszereplője Guillaume Canet. A főszereplő, Gus narkolepsziában, kóros álmosságban szenved, amely megnehezíti az életét, mert képtelen megtartani egy állást.

## Cselekmény
|  | Alább a cselekmény részletei következnek! |

Gus-nak élénk álmai vannak, melyek arra inspirálják, hogy jó minőségű képregényeket rajzoljon. Amikor Samuel Pupkin, a pszichiáter – aki egy Gus által is látogatott csoportot vezet – ezt megtudja, visszaemlékezik, hogy ő is inkább képregényrajzoló szeretett volna lenni. Ehelyett a családi hagyományhoz tartozó pszichiáteri pályát követte, és tehetsége sem volt a művészethez. Felgyülemlik benne a kapzsiság, irigység és a vágy, ezért felbérel pár bérgyilkost, hogy lopják el Gus munkáját. A gyilkossági kísérlet nem jár sikerrel, viszont Gus kómába esik. Pupkin fizet Gus feleségének és legjobb barátjának (akik között idővel viszony alakult ki) a képregényért, és eladja egy sikeres kiadónak, aki viszont azt tervezi, hogy kitörli a szöveget, és sajátot talál ki, hogy ezáltal végre elismerjék, mennyire nagyszerű komikus.
Amikor Gus felébred a kómából, jelenti a rendőrségnek, hogy valaki meg akarja ölni. De mivel okot nem tud mondani, hogy miért akarják megölni, a rendőrség nem figyel rá. Aztán rájön, hogy többé már nem szenved narkolepsziában, viszont előnyösnek találja, hogy tettesse a többiek előtt, még mindig az. Ezáltal fedezi fel a felesége és legjobb barátja közti viszonyt és további nyomozás útján azt is, hogy a munkáját valaki ellopta. A kiadó mérges lesz amiatt, hogy Gus még problémákat okozhat nekik, ezért követeli Pupkin-tól, hogy oldja meg a helyzetet. Pupkin még egyszer ráküldi Gus-ra a bérgyilkosokat, de a legjobb barátja, miután lelkiismeretével meg kellett küzdenie, lebeszéli őket a gyilkosságról. A rendőrség most már hisz Gus-nak és nyomozni kezd a kiadó után, akit végül börtönbe zárnak. Ott előadja munkáját a többi bennlakónak, nagy sikerrel, és így végre, ironikus módon sikeres komikusnak érezheti magát. Pupkin megbolondul és kórházba küldik kezelésre. Gus kibékül a feleségével és végre szerez egy állást.
Egy kisebb szerepben Jean-Claude Van Damme is megjelenik a filmben, amikor az egyik szereplő (aki rajong a színészért) elképzel egy beszélgetést, melyben Van Damme a karakter lelkiismeretének szerepét alakítja.

## Szereplők
| Szereplő              | Színész             | Magyar hang          |
| --------------------- | ------------------- | -------------------- |
| Gus                   | Guillaume Canet     | (Kaszás Attila)      |
| Paméla                | Zabou Breitman      | (Kisfalvi Krisztina) |
| Lenny Bar             | Benoît Poelvoorde   | (Háda János)         |
| Samuel Pupkin         | Guillaume Gallienne | (Hajdu Steve)        |
| Guy Bennet            | François Berléand   | (Barbinek Péter)     |
| Guss apja             | Jean-Pierre Cassel  | (Szokolay Ottó)      |
| Kevin                 | Vincent Rottiers    | (Czető Roland)       |
| Jean-Claude Van Damme | Önmaga              | (Mihályi Győző)      |